# 特熱莫什尼采

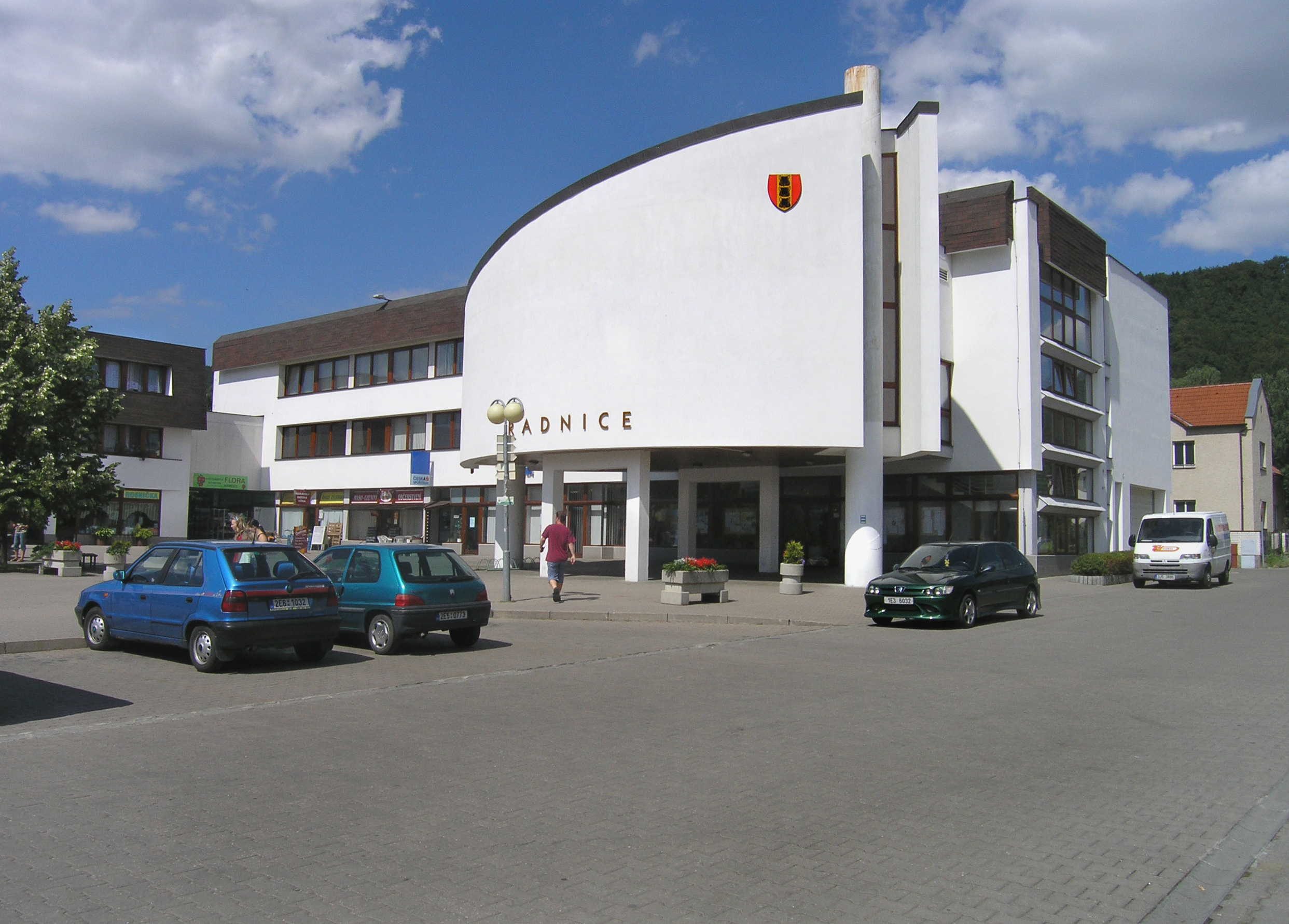

特熱莫什尼采是捷克的城鎮，位於該國中部，距離恰斯拉夫14公里，由帕爾杜比采州負責管轄，面積19.02平方公里，海拔高度301米，2014年人口3,157。

## 外部連結
- Municipal website （页面存档备份，存于） (cz)